# C.J. Ramone
Christopher Joseph Ward (8 oktober 1965), beter bekend als C.J. Ramone, is een Amerikaanse muzikant die bekendheid heeft vergaard met zijn werk in de punkband The Ramones van 1989 tot en met 1996, waarin hij basgitaar speelde en soms zangpartijen voor zijn rekening nam. Hij is samen met drummers Marky Ramone en Richie Ramone een van de drie Ramones die nog steeds in leven zijn.

## Carrière
Ward speelde voordat hij als basgitarist in Ramones ging spelen in een metalband genaamd Guitar Pete's Axe Attack. Met deze band nam Ward twee studioalbums op voordat deze uit elkaar viel. Ward verving in 1989 de oorspronkelijke bassist van de punkband Ramones, Dee Dee Ramone. Dee Dee bleef echter wel muziek schrijven voor de groep. C.J. heeft in enkele bekende nummers van de band gezongen en gaf de band zelf een jonger imago. C.J. Ramone was negen jaar lang het jongste bandlid van Ramones. Hij speelde in de band totdat deze werd opgeheven op 6 augustus 1996.
In 1992, terwijl C.J. nog in Ramones speelde, begon hij een nieuwe rockband genaamd Los Gusanos. De band bracht een paar singles uit voordat het debuutalbum werd uitgegeven in 1997. Nadat Ramones werd opgeheven speelde Ward enkele shows met The Ramainz, een tributeband opgericht door Dee Dee Ramone, Marky Ramone, en Barbara Zampini ter ere van Ramones. In 1998 werd Los Gusanos ook opgeheven, wat leidde tot Wards nieuwe band Warm Jets, met wie hij een single uitbracht voordat de band haar naam veranderde naar Bad Chopper. De band bracht nog een single en in 2007 een debuutalbum uit. Bad Chopper werd opgeheven in 2009. In 2012 gaf C.J. zijn solo-debuutalbum Reconquista uit. In 2014 volgde het studioalbum Last Chance To Dance, en in 2017 werd zijn derde soloalbum, getiteld American Beauty, uitgegeven.
Op 7 november 2018 maakte Fat Wreck Chords bekend de single "Christmas Lullaby" uit te geven op 7 december dat jaar. De single bevat het nummer "Father Christmas", een cover van The Kinks.

## Discografie
In deze lijst staan alleen "volledige" albums waar Ward een grote bijdrage aan heeft geleverd, waarmee studioalbums, livealbums, en verzamelalbums worden bedoeld. Singles en ep's worden niet vermeld.
| Jaar | Titel                  | Label                          | Band                     |
| ---- | ---------------------- | ------------------------------ | ------------------------ |
| 1985 | Dead Soldier's Revenge | Heavy Metal America            | Guitar Pete's Axe Attack |
| 1986 | Nightmare              | Napalm Records                 | Guitar Pete's Axe Attack |
| 1991 | Loco Live              | Chrysalis Records              | Ramones                  |
| 1992 | Mondo Bizarro          | Chrysalis Records              | Ramones                  |
| 1993 | Acid Eaters            | Chrysalis Records              | Ramones                  |
| 1995 | ¡Adios Amigos!         | Radioactive Records            | Ramones                  |
| 1996 | Greatest Hits Live     | Radioactive Records            | Ramones                  |
| 1997 | We're Outta Here!      | Eagle Rock Records             | Ramones                  |
| 1998 | Los Gusanos            | Mayhem Records                 | Los Gusanos              |
| 2007 | Bad Chopper            | ACME Records                   | Bad Chopper              |
| 2012 | Reconquista            | The Raven and the Crow Records | C.J. Ramone              |
| 2014 | Last Chance To Dance   | Fat Wreck Chords               | C.J. Ramone              |
| 2017 | American Beauty        | Fat Wreck Chords               | C.J. Ramone              |
| 2019 | The Holy Spell...      | Fat Wreck Chords               | C.J. Ramone              |

- International Standard Name Identifier: 0000 0000 9502 9164
- Library of Congress Control Number: no2010136406
- MusicBrainz: 8be7d8b3-15fd-4ebf-a27f-a6304045a4ce
- Virtual International Authority File: 139969327
- WorldCat: E39PBJx4tTCBwK7pK4p3FyM773